# ニューポートカントリークラブ
ニューポートカントリークラブ (Newport Country Club)は、1893年米国ロードアイランド州ニューポートで創立された、歴史ある会員制ゴルフクラブである。1895年開催の第1回の全米アマチュア選手権と第1回の全米オープンはいずれもこのニューポートカントリークラブで開催された。

## 歴史
家族が製糖会社を所有（「砂糖王」と呼ばれた）し、資金的に豊かなスポーツマンであったセオドア・ハベマイヤー (Theodore Havemeyer) は1889年に南フランスのポーを旅行し、そこでゴルフをプレーした。そしてゴルフは将来大流行すると確信してニューポートの夏別荘に帰ってきた。翌1890年に、友人らと共同で市内の旧キャッスルヒルファームの土地を借り、そこに簡素なゴルフコースを作って皆でプレーした。さらに1893年には近在に別荘を持つジョン・ジェイコブ・アスター4世、ペリー・ベルモント、コーネリアス・ヴァンダービルト2世といった裕福な友人らの多くに声をかけて資金を集め、ロッキーファームが所有していた土地のうち140エーカーを80,000ドルで買い取り、ここにゴルフクラブを設立した。
当時のニューポートは米国の富裕層の別荘地として最も人気があった。米国にゴルフが紹介されたころは裕福な人々だけが特権的にプレーを行うものであり、ニューポートはこの種のゴルフ・社交クラブが生まれ、発展するのに適した町だった。およそ30年後には、初めに造った簡素なコースの土地も買い上げ、そこは現在の2番から8番ホールになっている。

## トーナメント
全国クラスの大会を開催したいと切望していたハベマイヤーは、1894年に全国アマチュア選手権と名付けた大会を企画し国内のベストアマチュアをクラブに招待した（この大会はのちに公式なものではないと宣告された）。この年の12月、ニューヨークシティのカルメットクラブにおいて、5つのゴルフクラブの代表者による会議が持たれた。参加クラブはニューポートカントリークラブのほか、セイントアンドリューズゴルフクラブ（ニューヨーク州ヘイスティングス オン ハドソン）、シネコックヒルズゴルフクラブ（ニューヨーク州ロングアイランド サウサンプトン）、ザ カントリークラブ（マサチューセッツ州ブルックライン）、シカゴゴルフクラブであった。全クラブがアマチュアゴルフ協会 (Amateur Golf Association) を設立することに賛成し、これはその後の全米ゴルフ協会 (United States Golf Association, USGA) の母体となる。
そして1895年にいずれも第1回目の全米アマチュア選手権と全米オープン選手権の両方がこのニューポートカントリークラブで開催された。こんにち、全米アマの優勝トロフィーはハベマイヤートロフィーと呼ばれている。
1995年には、発祥の地であるニューポートカントリークラブにおいて全米アマチュア選手権100周年祝賀大会が行われ、ここで前年チャンピオンのタイガー・ウッズが連続優勝した。11年後の2006年には全米女子オープンもここで開催され、アニカ・ソレンスタムが18ホールプレーオフの末優勝した。2017年4月25日、2020年6月の第41回全米シニアオープン選手権がニューポートカントリークラブで開催されることが USGA により発表されたが、開催年に入り世界的なウィルス感染症が流行し、参加申込に年齢指定・制限のあるすべての USGA 主催大会がキャンセルとなった。このためニューポートカントリークラブでの全米シニアは2024年に順延された。

## クラブハウス
ホイットニー・ウォーレン設計（1895年）による古典的ボザール様式のクラブハウスがブレントンポイントに不毛な農場を見下ろすように建てられた。2005年にはカービー・パーキンスにより大規模な改修・増築が行われた。
当時のウォーレンがニューポートにおいてなしたもう一つのプロジェクトは姉のエリスの自宅だった。このベイリービーチを見おろす大邸宅は1900年に完成し、"High Tide"（ハイタイド、満潮）と呼ばれた。2006年の全米女子オープンの期間、ミシェル・ウィーがここに滞在した。

## コース
1894年にクラブが初めて雇ったプロであるウィリアム・デービスの設計により9ホールコースが作られた。1899年には同じくウィリアム・デービス設計で18ホールに拡大された。この第二期の9ホールは長年ドナルド・ロスの設計だと思われてきたが2013年にオリジナルのスコアカード（1899年のもの）が発見され、誤りであることが判明した。
1923年にはウィングドフットゴルフクラブやバルタスロールゴルフクラブ、ベスページブラックコース、サンフランシスコゴルフクラブ等の設計で有名な A・W・ティリングハーストを雇いコースレイアウトの大改修を行った。1995年以降、ロン・フォーズにより行われてきた改修作業も完了した。

## スコアカード
|     | HOLE         | BLACK | BLACK HCP | RED  | WHITE | RED/WHITE HCP | PAR   | BLUE HCP | BLUE |
| --- | ------------ | ----- | --------- | ---- | ----- | ------------- | ----- | -------- | ---- |
| 1   | The First    | 459   | 1         | 480  | 442   | 15            | 4/5   | 11       | 427  |
| 2   | The Cop      | 410   | 15        | 366  | 352   | 11            | 4     | 9        | 341  |
| 3   | Ocean        | 347   | 17        | 328  | 312   | 17            | 4     | 15       | 228  |
| 4   | Graves Point | 242   | 7         | 220  | 209   | 5             | 3     | 7        | 181  |
| 5   | Polo Shed    | 451   | 5         | 422  | 411   | 1             | 4     | 1        | 347  |
| 6   | Lookout      | 440   | 11        | 383  | 359   | 9             | 4     | 13       | 287  |
| 7   | Long Meadow  | 596   | 9         | 553  | 512   | 7             | 5     | 5        | 454  |
| 8   | Willows      | 192   | 13        | 177  | 164   | 13            | 3     | 17       | 155  |
| 9   | Orchard      | 464   | 3         | 422  | 406   | 3             | 4     | 3        | 381  |
| OUT |              | 3601  |           | 3351 | 3167  |               | 35/36 |          | 2801 |
| 10  | Quarry       | 572   | 16        | 528  | 517   | 14            | 5     | 14       | 477  |
| 11  | Harbour      | 321   | 18        | 298  | 289   | 18            | 4     | 18       | 245  |
| 12  | Valley       | 463   | 2         | 477  | 436   | 16            | 4/5   | 10       | 396  |
| 13  | Club         | 188   | 14        | 151  | 137   | 12            | 3     | 16       | 123  |
| 14  | Plateau      | 209   | 10        | 189  | 172   | 6             | 3     | 12       | 159  |
| 15  | Brenton Reef | 473   | 4         | 411  | 403   | 2             | 4     | 2        | 391  |
| 16  | Island       | 362   | 12        | 352  | 321   | 8             | 4     | 6        | 311  |
| 17  | Pond         | 466   | 6         | 441  | 387   | 4             | 4     | 4        | 380  |
| 18  | Home         | 420   | 8         | 379  | 365   | 10            | 4     | 8        | 318  |
| IN  |              | 3474  |           | 3226 | 3027  |               | 35/36 |          | 2800 |
| TOT |              | 7075  |           | 6577 | 6194  |               | 70/72 |          | 5601 |

|       | SLOPE | INDEX |
| ----- | ----- | ----- |
| BLACK | 134   | 75.1  |
| RED   | 127   | 72.4  |
| WHITE | 121   | 70.6  |
| WOMEN |       |       |
| BLUE  | 126   | 73.0  |
| WHITE | 134   | 76.7  |